# بوفالو (إلينوي)
بوفالو (بالإنجليزية: Buffalo)‏ هي قرية تقع في الولايات المتحدة في مقاطعة سانغامون، إلينوي. يقدر عدد سكانها بـ 503 نسمة.

## الموقع الجغرافي
الموقع الجغرافي للمناطق المحيطة بهذه النقطة هو كالتالي: